# 퀄컴 애서로스 WCN36xx
WCN36xx은 퀄컴의 자회사 퀄컴 애서로스사가 개발한 와이파이(Wi-Fi) 통신 모듈이다.
퀄컴의 스냅드래곤 플랫폼의 통신전용 구성요소의 하나로 내장된다.

## 특징

### WCN3660[1]
2.4 GHz와 5 GHz 대역폭에서 IEEE 802.11 a/b/g/n 규약에 따른 무선랜(WLAN) 통신.
블루투스 4.0(BR/EDR+BLE) 통신규약지원.
전 세계의 FM radio 송수신 지원.
스냅드래곤 회로와 통합되어 AP와의 통신병목이 제거되며 실리콘을 효율적으로 사용하여 전력 효율을 극대화하고 칩 점유 면적의 최소화로 시스템 전체 비용을 절감한다.
프론트엔드를 높은 수준으로 통합하여 외장 PA/LNA 와 안테나의 송신/수신간 전환이 필요 없음.
2.4Ghz 대역에서 무선랜과 블루투스 모두 기능.
1개의 공간 스트림 지원.

### WCN3680
(WCN3660 과 비교해서)2.4 GHz 대역에서 '동시에' 무선랜과 블루투스 사용 가능.
IEEE802.11ac 무선랜 표준 지원. 이론적 최대속도는 MCS-9(256QAM)에서 433 Mbps에 달한다.
다이 면적은 14.4 mm^2.

## 채용 기기

### WCN3680
Xiaomi MiMax (2016) ASUS 넥서스 7(2013), 모토로라 모토 X, 삼성 갤럭시 S4(국외판), LG G2, 베가 아이언

## 참조
1. ↑  “WCN36xx Powers Qualcomm® Snapdragon™ Connectivity”. 2013년 10월 2일에 원본 문서에서 보존된 문서. 2013년 9월 27일에 확인함.
2. ↑  Qualcomm Atheros makes two 802.11ac solutions official - WCN3680 and QCA986x
3. ↑  “The WiFi Battles Continue……And Here Comes Qualcomm”. 2013년 9월 21일에 원본 문서에서 보존된 문서. 2013년 9월 27일에 확인함.
4. ↑  Nexus 7 (2013) - Mini Review
5. ↑  A Quick Look at the Moto X - Motorola's New Flagship